# Adèle Clément
Adèle Clément, (Saint-Gengoux-le-Nationa, Saona i Loira, 2 de febrer de 1884 - París, 28 d'agost de 1958 a París) va ser una violoncel·lista francesa.
La seva memòria es perpetua a la ciutat de Puy-Saint-Martin (Drôme), on hi ha el parc Adèle Clément.

## Biografia
El 2 de febrer de 1884 va néixer Adèle Jeanne Alphonsine Clément a Saint-Gengoux-le-National, a Saône-et-Loire. Filla de Jean-Baptiste Clément, provenia d'una família de constructors de ferrocarrils. Va aprendre a tocar el violoncel amb Gustave Girod, de la Société des Concerts du Conservatoire, el seu primer mestre. Aleshores va ser alumna de Jules Delsart i Cros-Saint-Ange i es va presentar amb èxit al Conservatori de París. El 1901 va guanyar un segon premi i va guanyar el primer premi de violoncel per unanimitat l'any següent. Durant aquesta difícil competició, va interpretar brillantment el final del Concert de Saint-Saëns. Segons Stephen Sensbach, era una de les violoncel·listes més populars de la seva generació.
El 1900 va fundar un quartet que assajava a casa seva abans d'actuar davant del públic. S'anomenava Quatuor Laval-Clément, i estava format per Juliette Laval, Henriette Gaston, Paul Jacquet i Adèle Clément. Va gaudir d'una fama creixent gràcies a les seves actuacions que foren recollides a la premsa de l'època. Va viatjar molt, fent moltes gires per Anglaterra, Espanya i Portugal. També va fer concerts a Algèria i el Marroc el 1923 i el 1925.
Va fer camí cap a l'Extrem Orient entre 1930-1931 per actuar en concerts a la Xina i el Japó. Alguns records dels seus viatges es conserven al Museu de Die.
Diversos instruments musicals anomenats «de viatge» porten el seu nom. En particular, va inventar un violoncel mut completament desmuntable que va cridar l'atenció a la revista de Nova York Popular Science Monthly el novembre de 1922. Un violí «de viatge» Adèle Clément va ser patentat el 1924. El seu violoncel mut va rebre la patent Adèle Clément núm. 97.
Va morir a París el 28 d'agost de 1958. Abans de morir, va vendre l'any 1955 la seva casa, l'actual ajuntament de Puy-Saint-Martin, com a renda vitalícia. En aquesta ciutat hi ha un parc dedicat al seu nom, així com una habitació, anomenada Grenier d'Adèle, situada sobre l'ajuntament. És en aquest àtic on realitzava regularment concerts i teatre de titelles, deixant un record durador en la població. Les seves activitats culturals es van estendre fins a l'església, on oferia un concert als vilatans cada 15 d'agost.
El 26 de setembre de 2015, la ciutat de Puy-Saint-Martin va inscriure el seu nom al patrimoni local inaugurant un recorregut a peu pel poble titulat «Sur les pas d'Adèle». Aquest circuit inclou catorze punts de visita indicats per tants panells que descriuen la història del poble.